# Spooknota (België)
De Spooknota is een begrip dat in België verwijst het naar de politieke situatie in het najaar van 2007. 
De spooknota is van de hand van de koninklijke verkenner Herman Van Rompuy, ontstaan in de septemberdagen van 2007 in het kader van de moeizame onderhandelingen tot de vorming van een nieuwe Belgische federale regering na de verkiezingen van 10 juni 2007.
De vijf bladzijden tellende nota vormt een soort communautair scenario voor de komende vier jaar. In deze nota zou er sprake zijn van een groep van koninklijke commissarissen, een zogeheten "groep van wijzen" die onder leiding van de Kamer- en Senaatsvoorzitter een aantal voorstellen rond de Belgische staatshervorming moest voorbereiden.
De nota omhelsde vier opdrachten:
- de herschikking van bepaalde bevoegdheden tussen de verschillende bevoegdheidsniveaus (rond werk, mobiliteit en gezondheidszorg);
- de studie van de bestuurlijke organisatie en de financiering van het Brussels Hoofdstedelijk Gewest;
- de studie over de werking van de financieringswet;
- de toewijzing van de telecommunicatie aan een bepaald bevoegdheidsniveau.

Het zou de bedoeling zijn na de regionale verkiezingen van 2009 de dan ontstane wetsvoorstellen ter goedkeuring voor te leggen aan het parlement met een tweederdemeerderheid.
De Belgische politieke crisis van het najaar 2007 leverde ook het woord schootnota op als neologisme.